# Řemdihák plstnatý
Řemdihák plstnatý (Uncaria tomentosa), známý též jako vilkakora, unkárie nebo kočičí dráp, je dřevnatá liána z čeledi mořenovité, vyskytující se v deštných pralesích Amazonie. Slovo vilcacora pochází z ajmarštiny. Rostlina dorůstá až třicetimetrové délky, na bázi listů má tenké zahnuté trny připomínající drápy kočky.
Používala se v tradičním domorodém léčitelství, evropská medicína ji objevila až v 80. letech. Přisuzují se jí pozitivní účinky při bolestech zad, zánětech, rakovině i AIDS. Jako droga se používá kůra i kořen. Nedoporučuje se její užívání v těhotenství.